# Valmala (Olaszország)
Valmala (okcitánul: Varmala) település Olaszországban, Piemont régióban, Cuneo megyében. Lakosainak száma 49 fő (2018. január 1.). Valmala Brossasco, Busca, Roccabruna, Venasca, Melle, Rossana és Villar San Costanzo községekkel határos.

## Népesség
A település lakossága az elmúlt években az alábbi módon változott:

| 2017 | 50 |
| 2018 | 49 |